# IC 1639
IC 1639 ist eine elliptische Galaxie vom Hubble-Typ cE im Sternbild Walfisch südlich des Himmelsäquators. Sie ist schätzungsweise 243 Mio. Lichtjahre von der Milchstraße entfernt und hat einen Durchmesser von etwa 65.000 Lj. Wahrscheinlich bildet sie gemeinsam mit IC 1640 ein gravitativ gebundenes Duo.
Im selben Himmelsareal befinden sich u. a. die Galaxien NGC 426, NGC 429, NGC 430, IC 1643.
Das Objekt wurde am 14. Dezember 1903 von Stéphane Javelle entdeckt.